# Glauconycteris machadoi
Glauconycteris machadoi é uma espécie de morcego da família Vespertilionidae. Endêmica de Angola.